# El Lisitskij
Lazar Markovitj Lisitskij (fil) (ryska: Лазарь Маркович Лисицкий), mer känd som El Lisitskij, även stavat El Lissitzky enligt engelsk translitterering (ryska: Эль Лиси́цкий, jiddisch: על ליסיצקי), född 23 november 1890 i Potjinok, guvernementet Smolensk, död 30 december 1941 i Moskva, var en rysk konstnär, designer, fotograf, typograf och arkitekt. 
Lisitskij var en förgrundsgestalt inom det ryska avantgardet och utvecklade suprematismen tillsammans med sin mentor Kazimir Malevitj. Han sammanställde och utformade ett flertal konstutställningar och propagandaarbeten för det forna Sovjetunionen. Hans verk fungerade som viktiga influenser för Bauhaus och konstruktivismen, och de produktionstekniker och stilistiska verktyg som han utvecklade kom att ha ett stort inflytande på 1900-talets grafiska design.
El Lisitskij utgick ifrån idén att konstnären kan fungera som en aktör för förändring, vilket han senare sammanfattade som "das zielbewußte Schaffen" (det målmedvetna skapandet). Lisitskij började sin karriär som illustratör av judiska barnböcker på jiddisch, i ett försök att sprida den judiska kulturen i Ryssland. Under denna period genomgick landet stora förändringar och avskaffade bland annat sina antisemitiska lagar. Redan vid 15 års ålder började han undervisa, vilket han sedan skulle fortsätta med under hela sitt liv. Genom åren undervisade han på flera olika skolor, inom olika ämnesområden och utifrån flera olika positioner. Tillsammans med Malevitj ledde han den suprematistiska gruppen UNOVIS (УНОВИС), han utvecklade sin egen suprematistiska variant som resulterade i en serie arbeten som han kallade för Proun och 1921 fick han tjänsten som rysk kulturattaché i Berlin i Tyskland, där han kom att influera viktiga personer inom Bauhaus och De Stijl. Senare fokuserade han på att utveckla och förändra typografi, utställningsdesign, fotomontage, och bokdesign och för detta arbete rönte han mycket uppmärksamhet internationellt. Han fortsatte vara verksam fram till sin död 1941.

## De tidiga åren
El Lisitskij, som var av judisk börd, föddes den 23 november 1890 i den lilla judiska staden Potjinok, 50km sydost om staden Smolensk i dåvarande guvernementet Smolensk. Under sin barndom bodde och studerade han i staden Vitebsk i det nuvarande Belarus. Senare bodde han i tio år i Smolensk med sina farföräldrar, där han gick på läroverket medan han tillbringade somrarna i Vitebsk. Han var tidigt en talangfull tecknare och började vid 13 års ålder att studera hos Jehuda Pen, en lokal judisk konstnär, och redan vid 15 års ålder började han själv att undervisa konstelever. 1909 sökte han till konstakademien i Sankt Petersburg. Han klarade i princip de praktiska och teoretiska antagningskraven men kunde ändå inte påbörja sina studier vid akademien, eftersom lagen i kejsardömet Ryssland bara tillät ett visst antal judiska studenter att studera vid ryska högskolor och universitet.
Likt många andra judar som levde i det ryska imperiet sökte sig El Lisitskij istället till Tyskland för att studera och 1909 började han där att studera byggnadsteknik vid Darmstadts tekniska universitet. Sommaren 1912 gjorde han en resa, i stor utsträckning till fots, genom Europa. Han besökte bland annat Paris och Italien där han fångade arkitektur och landskap som intresserade honom genom sina teckningar. I Paris sökte han upp en konstnärsgrupp med ryska judar, ledda av skulptören Ossip Zadkine, en person han kände sedan barnsben. 1912 ingick några av hans arbeten för första gången i en utställning vilken arrangerades av S:t Petersburgs konstnärsunion. Han blev kvar i Tyskland fram till första världskrigets utbrott, då han tvingades tillbaka hem, via Schweiz och Balkan, tillsammans med flera andra landsmän, däribland konstnärerna Vasilij Kandinskij och Marc Chagall.
Tillbaka i Moskva började Lisitskij arbeta för en arkitektfirma ledd av Boris Velikovskij och Roman Klein. Samtidigt studerade han vid Rigas tekniska universitet som tvingats evakuera sin verksamhet till Moskva på grund av kriget. Den 3 juni 1918 examinerades han som ingenjör i byggnadsteknik från skolan och började genast arbeta som assistent vid olika arkitektfirmor. Under denna period tog han aktivt del i den judiska kulturen som upplevde en renässans efter avskaffandet av det ryska imperiets antisemitiska lagar. Den nya provisoriska regering som tillsattes 1917 avskaffade bland annat lagarna som förbjöd tryck av hebreiska bokstäver och som förvägrade judar att bli ryska medborgare. El Lisitskij hängav sig nu åt judisk konst och ställde ut verk av judiska konstnärer, reste till Mogiljov för att studera traditionell arkitektur och ornament i gamla synagogor samt illustrerade ett flertal barnböcker på jiddish. 
Den första bok som han formgav var Sihas hulin: Eyne fun di geshikhten, publicerad 1917, där han inkorporerade hebreiska bokstäver med tydlig inspiration från art nouveau. Hans nästa bok, publicerad 1919, var en bilderbok som utgick från den traditionella judiska påsksången Had gadya. I denna bok introducerade El Lisitskij ett typografiskt koncept som han skulle komma att använda sig av även i senare formgivning, där han låter färgen på karaktärerna överensstämma med färgen på de ord som är kopplade till karaktärerna. På sista sidan avbildas "Guds hand" som slår ihjäl dödsängeln som bär tsarkronan. Bilden har tolkats som en representation av judarnas revansch i och med Tsarrysslands fall i samband med den ryska revolutionen 1917. Bilden av "Guds hand" skulle på olika sätt återkomma i hans verk genom hela hans karriär, där det tydligaste exemplet nog är självporträttet Konstruktören, som är ett fotomontage från 1925.

## Avantgarde

### Suprematismen och UNOVIS

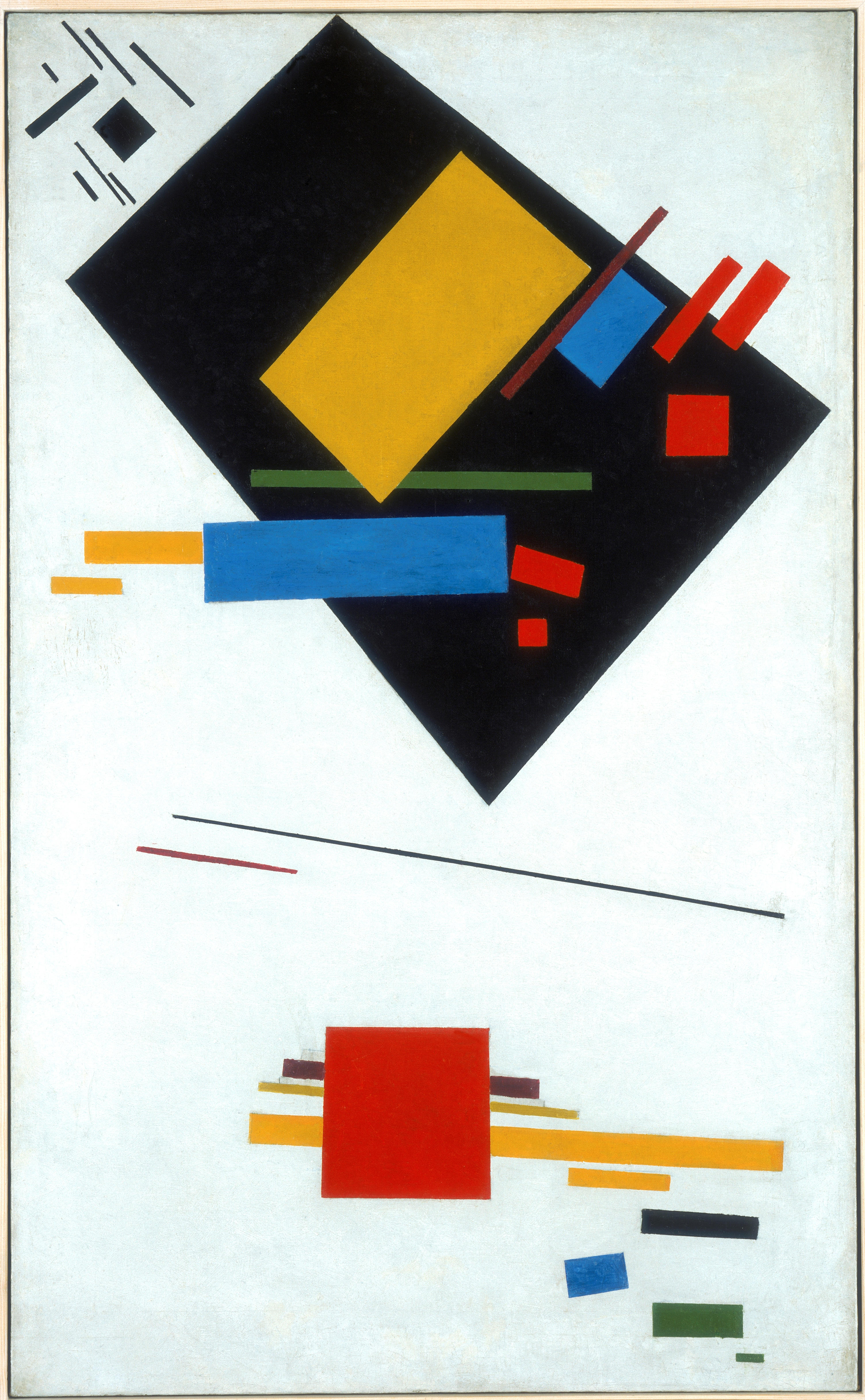
Suprematistiskt måleri från 1915 av Malevitj.

I maj 1919 återvände El Lisitskij  efter en inbjudan från konstnärskollegan Marc Chagall till Vitebsk för att arbeta som lärare i grafisk design, grafik och arkitektur vid den nystartade Allmänna konstskolan, som grundats av Chagall och Malevitj. På skolan engagerades Lisitskij att designa och trycka propagandaaffischer. Senare föredrog han att tala tyst om denna period, förmodligen för att huvudfokus för dessa affischer var Lev Trotskij. Idag behandlas dock dessa affischer utifrån sin stora mängd, som en egen separat genre inom hans konstnärliga produktion.
Chagall bjöd även in andra ryska konstnärer, bland andra Kazimir Malevitj och El Lisitskijs förre lärare Jehuda Pen. Men det var inte förrän i oktober 1919 som Lisitskij på ett ärende i Moskva lyckades övertyga Malevitj att flytta till Vitebsk. Hans flytt sammanföll med vernissagen av den första utställningen i Vitebsk sammanställd av Chagall. Efter att ha experimenterat med impressionism, primitivism och kubism övergick Malevitj till att utveckla och aggressivt förespråka sina egna idéer kring suprematismen. Suprematismen som tog sin utgångspunkt i kubofuturismen hade han utvecklat sedan 1915 och den vände sig emot alla försök till representationer av naturen och dess former och fokuserade istället på att försöka skapa tydliga geometriska former. Inspirerad av Malevitj förändrades Lisitskijs konstnärliga uttryck mot en mer abstrakt konst, vilket inte alls uppskattades av den lokala publiken eller det lokala konstlivet och inte heller av Chagall, vilka istället föredrog figurativ konst. Efter ett tag bytte Malevitj ut skolans klassiska utbildningsprogram mot sina egna suprematistiska teorier och tekniker. Chagall förespråkade ett mer klassiskt ideal och El Lisitskij, fortfarande lojal med Chagall, slets mellan dessa två konstnärliga förhållningssätt men till slut valde El Lisitskij suprematismen och bröt med den traditionella judiska konsten. Kort därefter lämnade Chagall skolan.

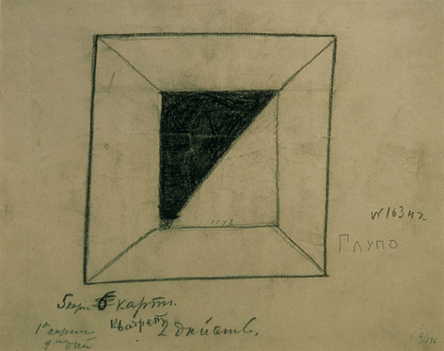
Designskiss av Malevitj för ridån till operan Segern över solen.

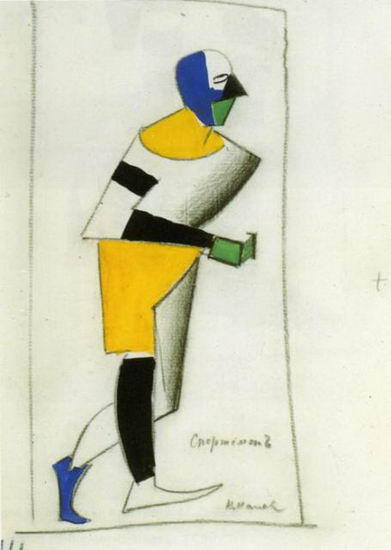
Designskiss av Malevitj för en av skådespelarnas klädsel.

El Lisitskij hängav sig nu åt suprematismen till fullo och tillsammans med Malevitj utvecklade de rörelsen. Bland annat formgav Lisitskij Malevitjs bok Om nya system i konsten (О новых системах в искусстве), vars design Malevitj hyllar i ett brev i december 1919. Lisitskijs kanske mest kända verk från den här perioden är propagandaaffischen Besegra de vita med den röda kilen (Клином красным бей белых) från 1919. Denna affisch är samtida med det ryska inbördeskriget, som främst utkämpades mellan "de röda" (kommunisterna och revolutionärerna) och "de vita" (monarkisterna, konservativa och liberaler som motsatte sig oktoberrevolutionen). Bilden av den röda kilen som splittrar den vita formen var tydligt politisk och var El Lisitskij första stora steg bort från Malevitjs representationsfria suprematism och mot hans egen nya stil. Lisitskij formulerade detta som: "Konstnären konstruerar en ny symbol med sin pensel. Denna symbol är inte en igenkännbar form av något som tidigare förfärdigats eller redan existerar – det är en symbol för en ny värld, som byggs och skapa av folket."

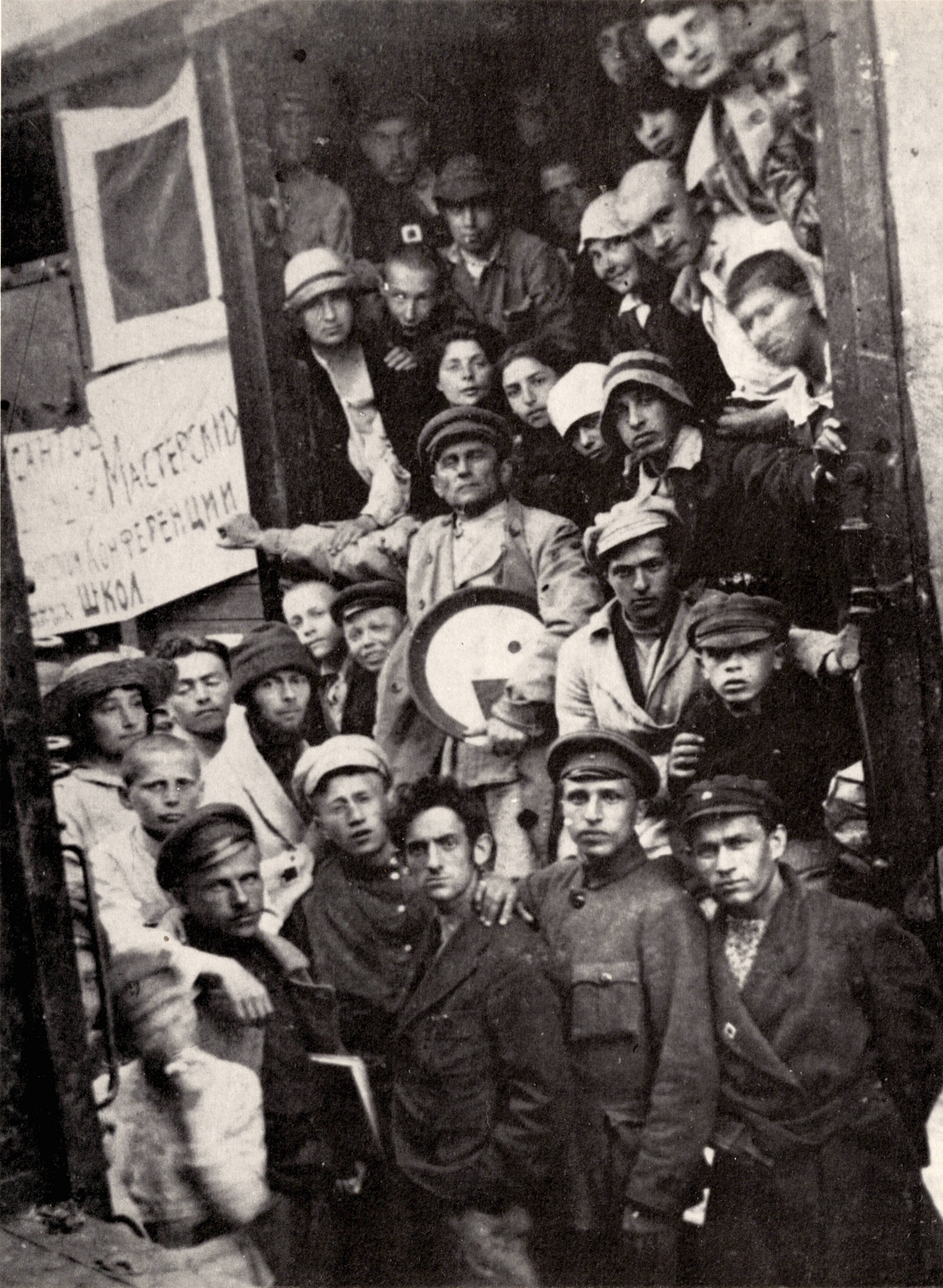
Gruppfoto av UNOVIS från 1920. I mitten ses Malevitj och i bakgrunden hänger den svarta kvadraten som blev till en symbol för gruppen.

Den 17 januari 1920 grundade Malevitj och El Lisitskij den kortlivade Molposnovis (Unga anhängare av den nya konsten), vilket var en protosuprematistisk organisation med studenter, professorer och andra konstnärer. Efter en stormig dispyt mellan de "unga" och "gamla" generationerna och efter två namnbyten omskapades gruppen i februari till att bli UNOVIS (УНОВИС). Namnet är en förkortning av Утвердители нового искусства: Utverditeli novogo iskusstva, som ungefär skulle kunna översättas till "Ja till den nya konsten". Några av medlemmarna utöver Malevitj och El Lisitskij var Ilja Tjasjnik och Vera Jermolajeva. Under Malevitj ledarskap arbetade de med en suprematistisk balett koreograferad av Nina Kogan och med att återuppsätta den futuristiska operan Segern över solen (Победа над Cолнцем; pobeda nad solntsem) av Michail Matiusjin och Aleksej Krutjonych från 1913. Hela gruppen valde att tillskriva kollektivet allt arbete och det mesta som skapades undertecknades inte med namn eller signaturer utan med gruppens svarta kvadrat. Medlemmarna började också bära den svarta kvadraten som en symbol på sina kläder.. Denna symbol var en hommage till Malevitj och hans målning "Den svarta kvadraten" och det kollektivistiska greppet fungerade som en symbolisk omfamning av det kommunistiska idealet. I en tidig pamflett från 1919 står det "Bär den svarta kvadraten som en markör för världsekonomin. Rita den röda kvadraten på din arbetsplats som en markör för världsrevolutionen inom konsten."  
Signaturen El Lisitskij (Эль Лисицкий) dyker också upp här för första gången, i den handgjorda trycksaken Almanach UNOVIS (Альманах УНОВИС), som kom ut i två nummer under mars och april 1920. Trycksaken innehåller bland annat den manifestliknande texten Observera: inte för den här boken (Примечание не к этой книге) där han jämför boken med arkitektur men att boken istället byggs av typografisk teknik. Han skriver vidare att den ideala samtida boken inte går att uppnå med den teknik som var tillgänglig just då och att han egentligen skulle vilja trycka upp sina böcker i mycket större upplagor. Han skriver också: "Boken når hjärnan via ögonen, inte öronen, varför stigarnas vågrörelser är mycket snabbare och intensivare. Om jag (sic) bara kunde sjunga genom munnen med en bok (sic) kunde jag visa mina olika skepnader."
Den första bok som El Lisitskij till slut kunde trycka och distribuera utifrån de suprematistiska idealen var barnboken Om 2 kvadrater: En suprematistisk saga om två kvadrater i sex konstruktioner (Про 2 квадрата: Супрематический сказ про два квадрата в шести постройках) som han påbörjade 1920 och som sedan trycktes i Berlin 1922. Den tiosidiga boken handlar om den svarta och röda kvadraten som kommer till jorden från en plats långt borta. Samma år splittrades gruppen UNOVIS som under sin verksamma tid fungerat som en av de viktigaste spridarna av den suprematistiska ideologin, både i Ryssland och utomlands, och lanserade El Lisitskij som en av förgrundsgestalterna inom avantgardet.

### Proun
El Lisitskij fortsatte att utveckla sin egen suprematistiska stil genom en rad abstrakta, geometriska målningar som han kallade för Proun (Проун, uttalas "pro-oon"). Den exakta innebörden av, eller ursprunget till, begreppet "Proun" klargjordes aldrig men det finns förslag om att det skulle vara en sammanslagning av projekt unovisa (Проект УНОВИСа, som betyder "projekt/utkast/design av UNOVIS") eller projekt utverzjdenija novogo (Проект утверждения нового, vilket ungefär betyder "Utkast till godkännande av det nya" och som ibland översätt till "Projekt för framsteg"). Senare har Lisitskij givit en vag definition att Proun är "stationen där man byter från måleri till arkitektur."
Proun var El Lisitskijs utforskande av suprematismens visuella språk och han lade till rumsliga element och olika perspektiv, vilket tidigare inte förekommit inom suprematismen. Suprematismen undersökte den plana ytan, med dess former och ytor, medan El Lisitskij med sitt sinne för arkitektur och andra tredimensionella företeelser, försökte expandera suprematismen. El Lisitskij arbetade med sina Proun i över ett halvt årtionde vilka utvecklades från målningar och litografier till fullskaliga tredimensionella installationer. De kom att bli till grunden för hans kommande experiment inom arkitektur och utställningsdesign och i förlängningen utvecklade han utopiska modeller för en ny och bättre värld med utgångspunkt från sina Prouns.

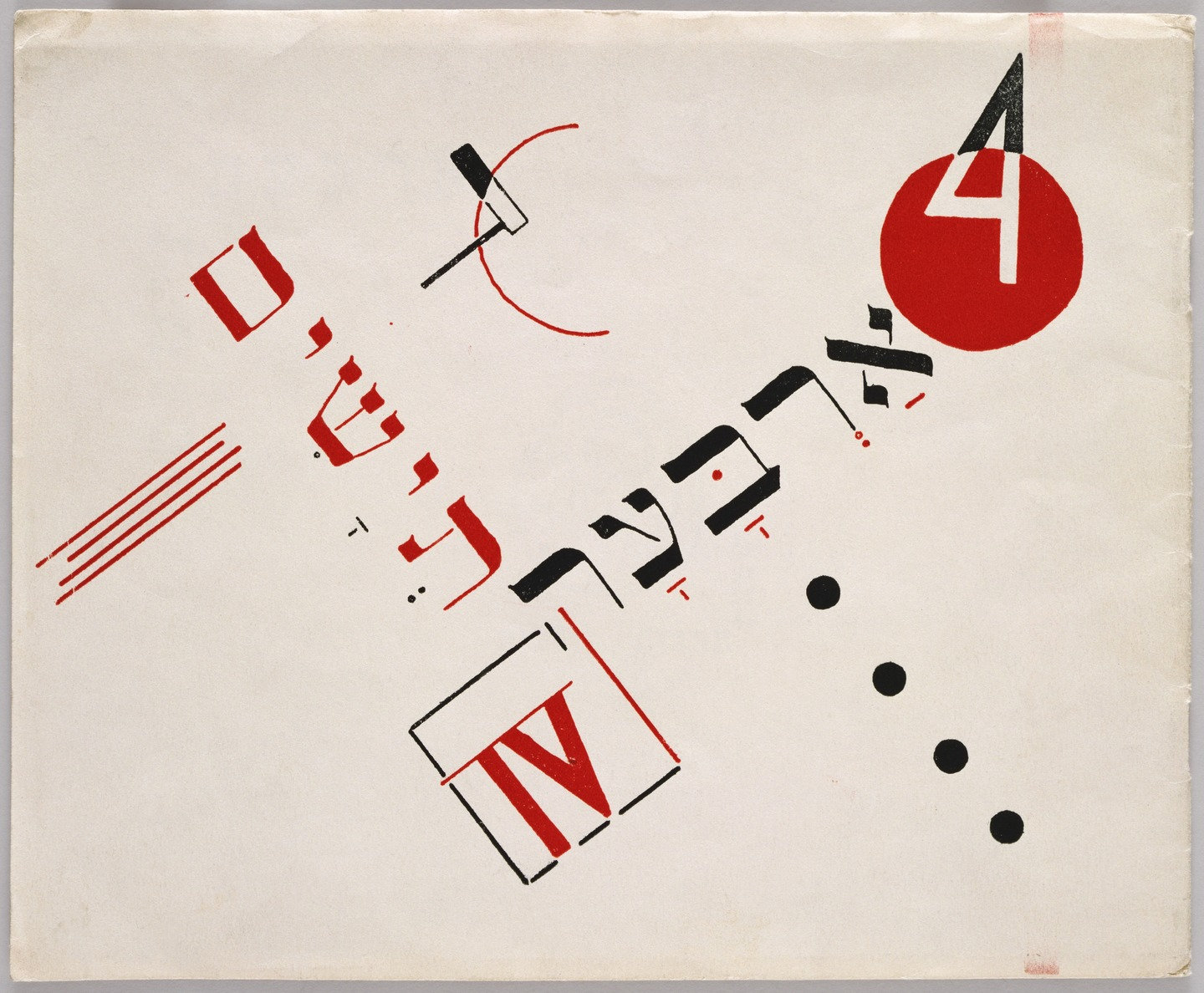
Bokomslaget till Arba'ah Teyashim från 1922.

Ibland förekommer även judiska symboler i hans Prouns, ofta i form av hebreiska bokstäver. På omslaget till boken Arba'ah Teyashim förekommer hebreiska bokstäver likt arkitektoniska element, vilka arrangerats på ett liknande sätt som typografin i hans Prouns.

### Åter i Tyskland
1921 började suprematiströrelsen att delas upp i två ideologiska fraktioner, där den ena förespråkade utopisk, spirituell konst och den andra en mer utilitaristisk konst i samhällets tjänst. El Lisitskij anslöt sig inte till någon av dessa båda grupperingar utan lämnade Vitebsk samma år. Han fick tjänst som rysk kulturattaché och flyttade till Berlin där han skulle etablera kontakter mellan ryska och tyska konstnärer. I Berlin under denna period brukade ryska konstnärer, musiker, författare, filosofer och teologer träffas på fredagar på Café Léon på Nollendorfplatz, där El Lisitskij kom att umgås med personer som Pasternak, Majakovskij, Sergej Jesenin, Andrej Belyj, Igor Severjanin, Alexander Archipenko, Natan Altman och Naum Gabo. 1922 deltog han i den första större utställningen med rysk konst i väst efter revolutionen. Utställningen som anordnats av det sovjetiska Folkbildningskommissariatet (Narkompros) på det privata galleriet Van Diemen i Berlin visade såväl traditionella konstnärer som avantgardets främsta företrädare såsom Malevitj, Kandinskij, Majakovskij, Chagall, Vladimir Tatlin, Aleksandr Rodtjenko och David Burjljuk. I Berlin arbetade Lisitskij även som skribent och grafisk designer för olika internationella tidskrifter samtidigt som han marknadsförde det ryska avantgardet genom olika galleriutställningar. Tillsammans med den ryska författaren Ilja Ehrenburg startade han också den kortlivade men ambitiösa trespråkiga tidskriften Vesjtj'/Gegenstand/Objet, vanligtvis förkortad till Vesjtj (вещь)  som gavs ut i två nummer. Namnet betyder "sak", "ting" eller "objekt" på tidskriftens tre språk; ryska, tyska och franska. Tidskriftens syfte var att belysa den samtida avantgardistiska ryska konsten för en västeuropeisk publik men även att informera det ryska kulturlivet om utvecklingen i Europa. Bland annat översattes texter av Theo van Doesburg och Le Corbusier som tidigare publicerats i De Stijl och L’esprit nouveau och bland andra Raoul Hausmann och Viking Eggeling presenterades. I första numret skrev El Lisitskij:
| ”                                   | Vi anser att den konstruktivistiska metodens triumf är livsviktig för vår tid. Vi ser detta inte bara i den nya ekonomin och inom utvecklingen av industrin utan även i de samtida konstnärliga uttrycken. Veshch kommer att kämpa för den konstruktivistiska konsten, vars syfte till syvende och sist inte är att försköna livet, utan att organisera det. | „ |
| – El Lisitskij, !922, Veshch nr.1-2 | |   |

Under denna period i Weimarrepubliken producerade han ett antal viktiga grafiska arbeten som exempelvis Dlia golosa (Для голоса, "För rösten"), vilket är en diktsamling av Majakovskij där Lisitskij försöker återge dikterna med grafiska och typografiska medel, och hela boken är utformad som en telefonkatalog där bokstäverna är ersatta av symboler och dikternas titlar. Die Kunstismen ("Konstismen") som han gjorde tillsammans med Jean Arp. I Berlin blev han även bekant med flera andra konstnärer som Kurt Schwitters, László Moholy-Nagy och Theo van Doesburg. Tillsammans med Schwitters och van Doesburg drev El Lisitskij idén om en internationell konstruktivistisk rörelse. Samtidigt arbetade han tillsammans med Schwitters på numret Nasci (Natur) för tidskriften Merz, och fortsatte att illustrera barnböcker. 1922, året efter att den första serien med Prouns publicerat i Moskva, introducerade Schwitters El Lisitskij för galleriet Kestner-Gesellschaft i Hannover, där han hade sin första separatutställning. Han tryckte sin andra Prounserie med nya trycktekniker i Hannover 1923 vilken blev en stor framgång. Under denna period mötte han även den tyska konsthistorikern Sophie Küppers (1891-1978). De gifte sig 1927 och flyttade till Moskva samma år. Tillsammans fick de sonen Jen Lisitskij (1930-2016).

### Horisontella skyskrapor

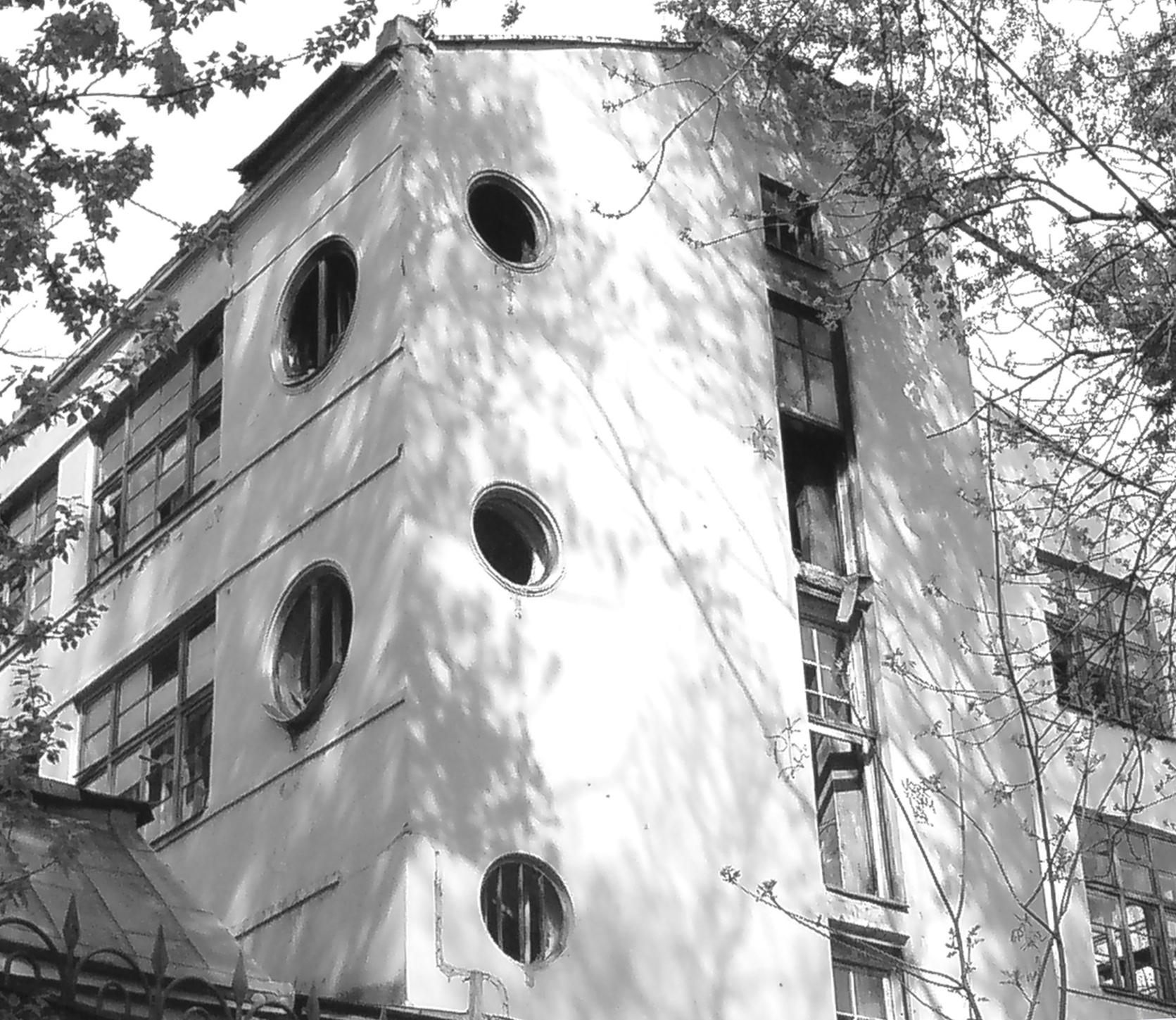
Tryckeriet för tidskriften Ogonjok (Огонёк) ritat av El Lissitzky. Bilden visar den södra änden av byggnaden vilken idag är mest intakt..

Under 1923–1925 presenterade och utvecklade El Lisitskij idén om horisontella skyskrapor sina så kallade Wolkenbügel ("molntempel eller molnstrykning"). En grupp med åtta sådana byggnader var tänkta att placeras vid de stora korsningarna vid Moskvas stora ringled Boulevardringen (Бульва́рное кольцо́: bulevarnoje koltso). Varje Wolkenbügel bestod av två sammanlänkade platta huskroppar på tre våningar, den ena L-formad och den andra rak, där den senare skulle mäta 180 meter. Huskropparna skulle vila på tre pyloner som mätte 10×16×50 meter vardera, och skulle vara placerade i tre olika gathörn. En av pylonerna var tänkt att sträcka sig ned i marken och skulle fungera som hållplats för en föreslagen tunnelbana, medan de andra två skulle fungera som hållplatser för spårvagn.
Lisitskij menade att eftersom människan inte kunde flyga så var en horisontell rörelse mer naturlig för människan än en vertikal. Där det inte fanns tillräcklig mycket mark för att bygga hus, skulle det därför vara bättre att placera ett nytt horisontellt plan på en lagom höjd, istället för att bygga enbart på höjden som amerikanerna. Lisitskij menade också att hans konstruktioner var bättre ur isolerings- och ventilationshänseende.
Medveten om den stora krocken mellan hans idéer och det redan existerande stadslandskapet experimenterade Lisitskij med en mängd olika konfigurationer på de horisontella planen och på förhållandet mellan höjd och bredd så att strukturen skulle upplevas som balanserad. De horisontella huskropparna som bildade ett hus var konstruerade så att husets fyra sidor skilde sig åt, och varje hus pekade med samma sida åt Kreml, vilket skulle ge upphov till en riktning för fotgängare på gatan. De åtta husen skulle annars vara identiska, men Lisitskij planerade att de skulle särskiljas genom färgkodning.
1925 förfinade han konceptet tillsammans med Mart Stam. En illustration av konceptet förekom på omslaget till Adolf Behnes bok Der Moderne Zweckbau från 1926, och artiklar skrivna av El Lisitskij förekom i enda numret av den Moskvabaserade arkitekturtidskriften ASNOVA nyheter (Известия АСНОВА) från 1926 som gavs ut av ASNOVA - Sammanslutningen för Nya Arkitekter (АСНОВА - Ассоциация новых архитекторов), och i den tyska konsttidskriften Das Kunstblatt.
Men projektet blev aldrig förverkligat och efter att ha ägnat sig åt "skrivbordskonstruktioner" som Wolkenbügels anställdes han för att rita ett hus i Moskva. Det är hus nummer 17 på Första Samotetjnomugränd (Самотечному переулку: samotetjnomu pereulku) och är det enda faktiska beviset för Lisitskijs arbete som arkitekt. Huset beställdes 1932 av tidskriften Ogonjok och skulle fungera som tryckeri. Idag är huset övergivet och förfallet och trots påtryckningar att skydda huset som ett byggnadsminne så har detta inte skett, och huset skadades bland annat i en brand i oktober 2008.

## Utställningsdesignen under 1920-talet

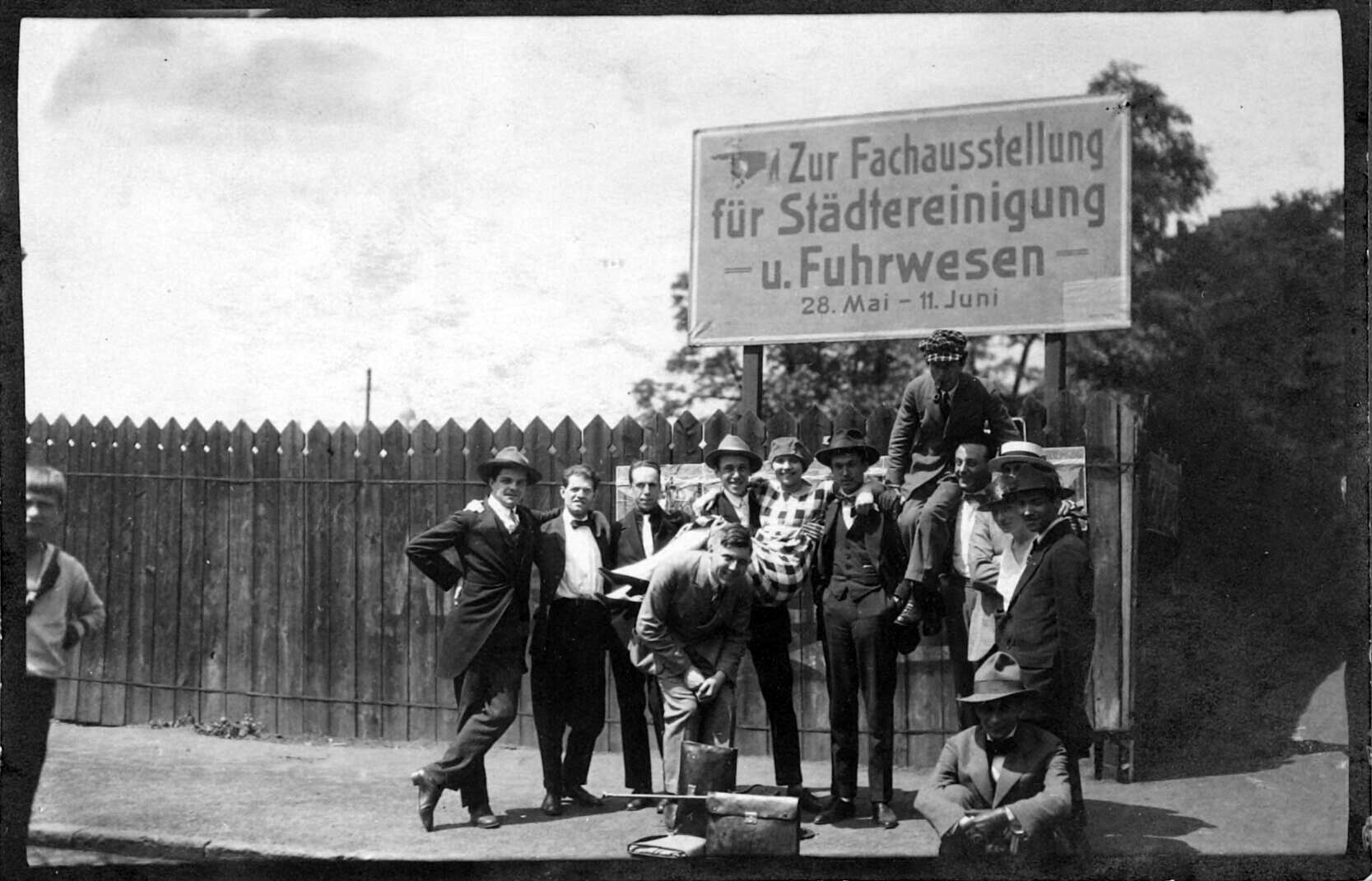
Första Internationella Kongressen för Progressiva Konstnärer, Düsseldorf, 29-31 maj 1922. Från vänster: Okänd yngling, Werner Graeff, Raoul Hausmann, Theo van Doesburg, Cornelis van Eesteren, Hans Richter, Nelly van Doesburg, okänd, El Lisitskij sittande på Vasaris axel, Ruggero Vasari, förmodligen Otto Freundlich, Hannah Höch, Franz Seiwert och Stanislav Kubicki.

I oktober 1923 fick Lisitskij, efter två års intensivt arbetande, akut lunginflammation. Ett antal veckor senare fick han diagnosen lungtuberkulos, vilket gjorde att han i februari 1924 flyttade till ett schweiziskt sanatorium i närheten av Locarno. Under hela sin vistelse arbetade han hårt, bland annat med en reklamkampanj för företaget Pelikan (som för detta betalade hans behandling). Han översatte dessutom artiklar av Malevitj till tyska, samtidigt som han experimenterade med typografi och fotografi. Efter att 1925 ha blivit nekad förnyat visum av den schweiziska staten återvände han till Moskva där han började undervisa i inredningsdesign, metallslöjd och arkitektur vid den ryska statliga högskolan för konst och teknik (VChUTEMAS), en post han innehade fram till 1930. Han slutade arbeta med Proun och blev istället mer aktiv inom arkitektur och propagandadesign.
I juni 1926 lämnade Lisitskij återigen landet för att tillbringa en tid i Tyskland och Nederländerna. Där utformade han utställningsrummen för Internationale Kunstausstellung i Dresden, Raum Konstruktive Kunst (Rum för konstruktivistisk konst) och Abstraktes Kabinett i Hannover. I sin självbiografi skriven 1941, senare redigerad och utgiven av hans fru, skrev han: "1926. Mitt viktigaste arbete som konstnär påbörjas: skapandet av utställningar."
Tillbaka i Sovjetunionen designade Lisitskij delar av de sovjetiska paviljongerna för flera världsutställningar, ända fram till världsutställningen i New York 1939. En av hans mest uppmärksammade utställningar var Allunionens polygrafiska utställning (Всесоюзная полиграфическая выставка) som hölls i Moskva i augusti till oktober 1927, där Lisitskij var chefsdesigner för "fotografi och fotomekanik" (med andra ord fotomontage) och för de rumsliga lösningarna. Hans arbeten för denna utställning ansågs radikalt nyskapande, speciellt när den jämfördes med den klassiska designen skapad av Vladimir Favorskij som var ansvarig för bokkonstutställningen och utländska utställningen.
I början av 1928 besökte Lisitskij Köln för att förbereda 1928 års Pressutställning, planerad till april–maj 1928. Den av staten utsedde delegaten Lisitskij skulle utforma hela det sovjetiska programmet. Istället för att bygga en ny paviljong hyrde de den största centrala paviljongen och utställningen kretsade kring den nya tekniken film. I utställningen presenterades spelfilmer, nyhetsfilmer och animationer på flera skärmar inne i paviljongen och på utomhusskärmar. Utställningen prisades för den nästan totala avsaknaden av tryckt material och V.P. Tolstoj skrev: "allt rör sig, roterar, allting är fyllt av energi"'. Lisitskij skapade och formgav även mindre krävande utställningar som hygienutställningen i Dresden 1930.
Samtidigt med utställningsdesign började Lisitskij återigen experimentera med trycksaker. Han skapade radikala typografiska innovationer och nyskapande fotomontage, och hans arbeten med bok- och tidskriftsdesign under perioden har blivit mycket inflytelserika. Han skapade bland annat ett fotomontage 1930 för att hylla sin nyfödde son Jen där ett fotografi av Jen är kopierat över en bild av en fabriksskorsten och han länkar på så sätt Jens framtid med Sovjets industriella utveckling. Angående detta förnyade intresse för böcker skrev Lisitskij:
| ”              | Boken är en monument till moderniteten, men till skillnad från den gamla monumentala konsten så tillhör [boken] folket och står inte likt en katedral på en specifik plats och väntar på att någon ska besöka den. . . [Boken är] framtidens monument. | „ |
| – El Lisitskij | |   |

## De sista åren
1932 kom ett dekret från Sovjetstaten som förbjöd alla självständiga kulturella grupperingar, däribland Proletkult. Tidigare avantgardistiska konstnärer tvingades att anpassa sig till den nya tidens klimat eller riskera att kritiseras officiellt eller svartlistas. El Lisitskij behöll sitt rykte som mästaren av utställningsdesign ända till slutet av 1930-talet. Hans sjukdom minskade gradvis hans förmåga att skapa och han blev allt mer beroende av sin fru för att kunna avsluta sina arbeten.
1937 beslagtog det tyska Propagandaministeriet allt som fanns av El Lisitskij på tyska museer, 18 akvareller, 65 grafiska blad, 4 oljemålningar och 1 teckning. Teckningen, kallad Komposition, hade visats redan 1933 på den nationalsocialistiskt arrangerade utställningen "Kulturbolschewistische Bilder" på Kunsthalle Mannheim, alltså samma år som maktövertagandet hade ägt rum (utställningen räknas som en tidig del av kampanjen "Entartete Kunst"). En av målningarna, Gleichgewichtsstudie (Proun 2 C) / Jämviktsstudie (1920) ingick i en permanent visning benämnd "Schreckenskammer" [Skräckkammare] på Städtisches Museum für Kunst und Kunstgewerbe i Halle åren 1935–1937. Därefter visades den på vandringsutställningen "Entartete Kunst" i Hamburg 1938. Den köptes 1939 för 200 dollar av en samlare i New York och finns sedan 1952 på Philadelphia Museum of Art. En annan målning, Grauer Kubus / Grå kub (1919), visades på den kanske mest kända av alla Entartete Kunst-utställningar, nämligen den i Münchens Hofgartenarkad 1937 samma höst som de statliga konfiskeringarna inleddes. Bland den beslagtagna grafiken fanns flera fullständiga exemplar av de färglitografiska mapparna Sieg über die Sonne / Seger över solen (1923) och Proun (1923). Inga grafiska blad ställdes ut, men lades ut till försäljning. Både Seger över solen och Proun förvärvades för 4,4 dollar styck av ett galleri i New York 1940. Ett fullständigt exemplar av Seger över solen, som beslagtogs på Museum Folkwang 1937, gick på Christie's 1998 för 172 000 pund. 2005 förvärvades exemplaret tillbaka av Museum Folkwang.
1937 blev Lisitskij chefsdesigner för Unionsvidas jordbruksutställning. Visserligen var han underställd Vjatjeslav Oltarzjevskij, som var huvudcurator för utställningen, men kunde arbeta mycket oberoende och uttryckte mycket kritik gentemot Oltarzjevskij. Projektet var fullt av förseningar och politiska ingripanden. Mot slutet av 1937 uttrycket den politiskt tillsatta förmannen oro över den "uppenbara enkelheten" hos Lisitskijs design varpå Lisitskij svarade: "Ju enklare former, desto större krav på precision och utförande." I förslaget från 1937 har Lisitkij helt lämnat det modernistiska uttrycket för den socialistiska realismen och bland annat ingick i förslaget att placera en staty av Stalin framför centralpaviljongen: "Detta bör ge platsen både huvud och ansikte". Men projektet stötte på hinder och vissa byggnader revs innan utställningen ens öppnat. Lisitskijs uppdrag förändrades och i juni 1938 ingick han istället i en chefstab om sjutton personer. Samtidigt planerade han Sovjetpaviljongens design för Världsutställningen i New York 1939 men hans förslag avslogs och förverkligades aldrig.
Under denna period arbetade Lisitskij också med den formmässigt mycket experimentella tidskriften USSR im Bau (USSR under konstruktion). Varje nummer presenterade ett tema, såsom en nybyggd damm, konstitutionella reformer eller Röda armén. Kring 1941 förvärrades hans tuberkulos, men han fortsatte trots detta att arbeta, och ett av hans sista arbeten var en affisch som propagerade för Rysslands deltagande i andra världskriget, med titeln "Ge oss fler tanks... Allt för fronten! Allt för seger!". Han dog 30 december 1941 i Moskva.

## Som samlarobjekt
Idag är Lisitskijs arbeten högt skattade på konstmarknaden, och den 21 april 2005 sålde Swann Galleries ett av hans fotomontage för USSR Russische Ausstellung från 1929 för rekordpriset 64 400 dollar.

### Originalcitat
1. ↑  Eng:Beat the Whites with the Red Wedge
2. ↑  книга входит в череп через глаз не ухо поэтому тропы движение волн на намного большей скорости и с большей интенсивностью. если я (так) могу только петь через свой рот с книгой, я (так) могу показать меня в различных обликах.
3. ↑  eng:Vesch
4. ↑  We consider the triumph of the constructive method to be essential for our present. We find it not only in the new economy and in the development of the industry, but also in the psychology of our contemporaries of art. Veshch will champion constructive art, whose mission is not, after all, to embellish life, but to organize it.
5. ↑  1926. My most important work as an artist begins: the creation of exhibitions.
6. ↑  всё движется, заводится, электрифицируется
7. ↑  но в отличие от старого монументального искусства она сама идет в народ, а не стоит как храм на месте в ожидании, пока к нему не придут.
8. ↑  The simpler the shape, the finer precision and quality of execution required.
9. ↑  Это должно дать площади и голову и лицо
10. ↑  Давайте побольше танков... Все для фронта! Все для победы!